# Liste des plus hautes structures du Maroc
La liste des plus hautes structures marocaines rassemble des édifices hauts de plus de 90 m (immeubles, émetteurs, cheminées, barrages, etc.).

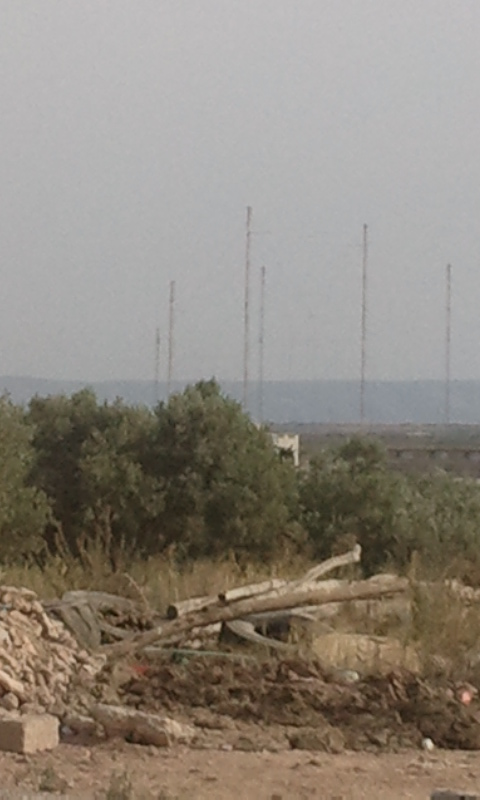
Émetteur de Nador (380 m).

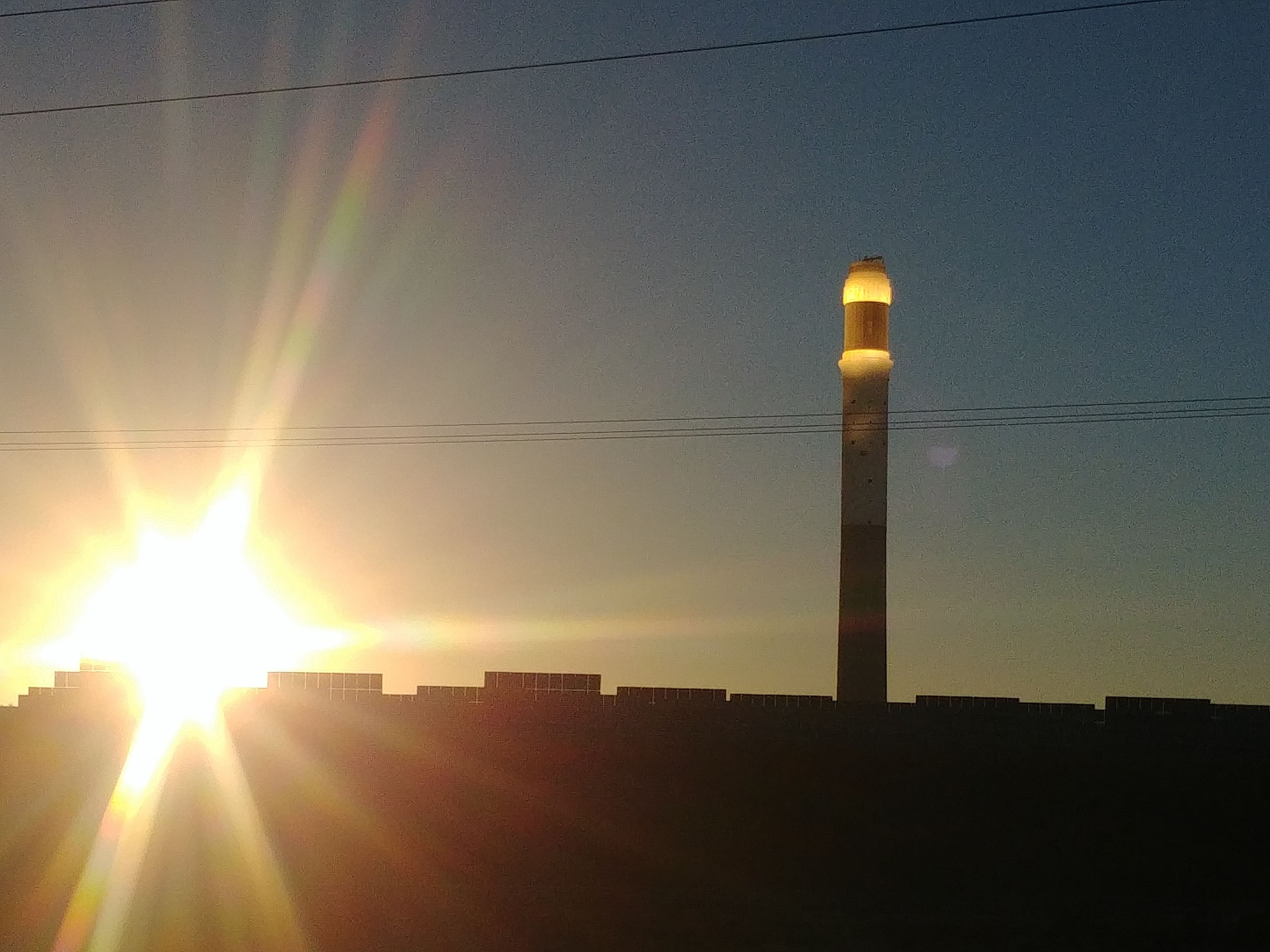
Tour Solaire de Noor III (243 m).

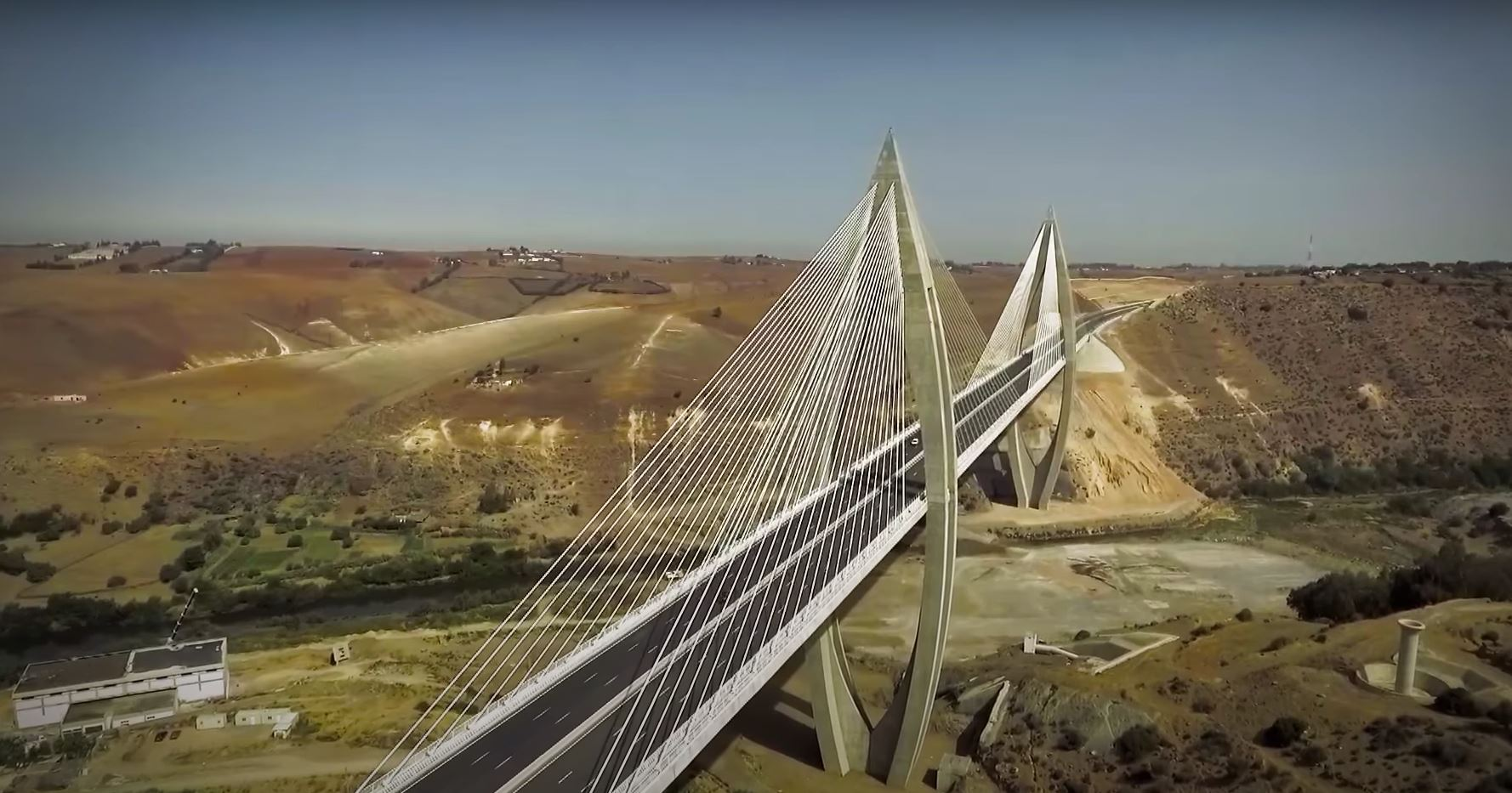
Pont Mohammed VI (200 m).

| Nom                                  | Année | Fonction                | Commune      | Hauteur (m) |
| ------------------------------------ | ----- | ----------------------- | ------------ | ----------- |
| Émetteur de Nador (1)                | 1972  | Communications          | Nador        | 380         |
| Émetteur de Nador (2)                | 1972  | Communications          | Nador        | 380         |
| Émetteur de Nador (3)                | 1972  | Communications          | Nador        | 380         |
| Émetteur de Azilal                   | 1990  | Communications          | Azilal       | 304,8       |
| Tour Solaire de Noor III             | 2018  | Tour de refroidissement | Ouarzazate   | 243         |
| Mosquée Hassan II                    | 1993  | Religieuse              | Casablanca   | 210         |
| Pont Mohammed VI                     | 2016  | Pont                    | Rabat        | 200         |
| Émetteur de Sebaa Aiyoun (1)         | 1965  | Communication           | Sabaâ Aïyoun | 160         |
| Émetteur de Ain Chock (2)            |       | Communication           | Casablanca   | 157         |
| Barrage Hassan Ier                   | 1986  | Barrage                 | Azilal       | 145         |
| Raffinerie de Mohammedia             | 1997  | Cheminée                | Mohammédia   | 140         |
| Casablanca Finance City Tower        | 2019  | Bureaux                 | Casablanca   | 136         |
| Barrage Bin el Ouidane               | 1953  | Barrage                 | Azilal       | 133         |
| Centrale thermique de Safi           | 2018  | Cheminée                | Safi         | 132         |
| Émetteur de Sebaa Aiyoun (2)         | 1965  | Communication           | Sabaâ Aïyoun | 128         |
| Émetteur de Ain Chock (1)            |       | Communication           | Casablanca   | 124,6       |
| Central Thermique de Jorf Lasfar (3) | 2001  | Cheminée                | El Jadida    | 123         |
| Central Thermique de Mohammédia (2)  | 2007  | Cheminée                | Mohammédia   | 123         |
| Émetteur de Sidi Bounouara           | 2016  | Communication           | El Jadida    | 123         |
| Central Thermique de Jerada 1 et 2   | 2017  | Cheminée                | Jerada       | 122         |
| Central Thermique de Jorf Lasfar (1) | 2001  | Cheminée                | El Jadida    | 118         |
| Central Thermique de Mohammédia (1)  | 2007  | Cheminée                | Mohammédia   | 117         |
| Barrage Hassan II                    | 2006  | Barrage                 | Taourirt     | 115         |
| Twin Center                          | 1999  | Immeuble                | Casablanca   | 115         |
| Central Thermique Jerada (3)         | 2017  | Cheminée                | Jerada       | 115         |
| ONEE Roche Noire (1)                 | 1950  | Cheminée                | Casablanca   | 113         |
| Barrage Asfalou                      | 2000  | Barrage                 | Taounate     | 112         |
| Émetteur de Mohammédia               | 1997  | Communication           | Mohammédia   | 110         |